# Reinier Reineccius
Reinerus Reineccius (Steinheim, 15 de Maio de 1541 † Helmstedt, 16 de Abril de 1595) foi um historiador alemão.
Ele nasceu em 1541, em Steinheim, na diocese de Paderborn. Estudou com Philipp Melanchthon (1497-1560) e Glaudarp, e foi professor de letras nas universidades de Frankfurt e Helmstedt até sua morte, em 1595. Segundo François-Xavier Feller, poucos escreveram de forma tão sábia quanto Reineccus sobre a origem dos povos antigos.
Principais obras:
- Methodus legendi historiam, Helmstadt, 1585 - um tratado sobre o método de ler e estudar história
- Historia julia, 1594, 1595 e 1597, em cinco volumes - obra erudita de pesquisa sobre as famílias antigas
- Chronicon hierosolymitanum
- Historia orientalis - livro de uma erudição profunda